# Troy Trojans football
La squadra di football dei Troy Trojans rappresenta la Troy University. I Trojans competono nella Football Bowl Subdivision (FBS) della National Collegiate Athletics Association (NCAA) e nella West Division della Sun Belt Conference, di cui ha vinto 8 titoli di conference, sui suoi 23 totali. La squadra è allenata dal 2024 da Gerad Parker. Gioca le sue gare interne al Veterans Memorial Stadium di Troy, Alabama e le sue rivalità principali sono con i South Alabama Jaguars, i Middle Tennessee Blue Raiders, gli UAB Blazers e i Southern Miss Golden Eagles.

## Conference di appartenenza
- Independente (1909–1937, 1991–1995, 2001–2003)
- Alabama Intercollegiate Conference (1938–1959)
- Alabama Collegiate Conference (1960–1969)
- Gulf South Conference (1970–1990)
- Southland Conference (1996–2000)
- Sun Belt Conference (2004–presente)

## Titoli nazionali
Troy ha vinto il campionato nazionale NAIA contro Texas A&I (ora Texas A&M-Kingsville). Nel 1984 ha battuto North Dakota State vincendo il suo primo titolo nazionale della Division II. Il secondo è stato nel 1987 battendo Portland State.
| Stagione | Division         | Allenatore   | Record | Avversario         | Risultato |
| -------- | ---------------- | ------------ | ------ | ------------------ | --------- |
| 1968     | NAIA             | Billy Atkins | 11–1   | Texas A&I          | V 43–35   |
| 1984     | NCAA Division II | Chan Gailey  | 12–1   | North Dakota State | V 18–17   |
| 1987     | NCAA Division II | Rick Rhoades | 12–1   | Portland State     | V 31–17   |